# Irska kafa
Irska kafa (ir. caife Gaelach) je napitak s toplom kafom, viskijem i šećerom, koji su pomešani, a na vrhu se doda šlag. Šećer je bitan, kako bi šlag mogao plivati na vrhu, a ne potonuti.
Džo Seridon iz Foinesa u Irskoj prvi je pripremio irsku kafu 1943. godine. Foines je bio važna vazdušna luka za vreme Drugog svetskog rata. Američki putnici iskrcali su se iz letilica i zatražili kafu. Da ih ugreje, Džo Seridon je dodao viski u kafu. Kada su ga Amerikanci pitali, da li je to „brazilska kafa”, on im je odgovorio, da je to irska kafa.
Stenton Delaplejn, novinar lista „San Francisco Chronicle doneo je irsku kafu u SAD, nakon što ju je probao u Irskoj. Počela je da se služi u kafani „Buena Vista” u San Francisku od 10. novembra 1952. Džek Keplin bio je vlasnik kafane. Od tada je ta kafana poznata po svojoj malo promenjenoj irskoj kafi.

## Priprema
Irski viski i najmanje jedna kafena kašičica šećera se sipaju preko crne kafe i mešaju dok se potpuno ne rastvore. Slatka pavlaka se pažljivo sipa preko poleđine kašike koja se u početku drži iznad površine kafe i postepeno se malo podiže dok ceo sloj ne ispliva.

## Varijacije
Iako su viski, kafa i pavlaka osnovni sastojci, postoje varijacije u pripremi: izbor kafe i metode koje se koriste za njeno kuvanje se značajno razlikuju. Upotreba aparata za espreso ili potpuno automatskih aparata za pripremu kafe je sada tipična: kafa amerikano (espreso razblažen toplom vodom) ili neka vrsta filter kafe, koja se često pravi pomoću kapsule za kafu.
U Španiji, irska kafa (šp. café irlandés) se ponekad servira sa donjim slojem viskija, posebnim slojem kafe i slojem slatke pavlake na vrhu.